# Ichneumon acicularis
Ichneumon acicularis là một loài tò vò trong họ Ichneumonidae.